# Pierre de Pardaillan de Gondrin
Pour les articles homonymes, voir Pardaillan.
Pierre de Pardaillan de Gondrin d'Antin (1692 à Versailles - 2 novembre 1733 à Bougey dans la Haute-Saône) est un évêque français.

## Biographie
Pierre de Pardaillan de Gondrin d'Antin naît en 1692, à Versailles. Fils du duc d'Antin et de Julie de Crussol d'Uzès et petit-fils de Madame de Montespan, Pierre de Pardaillan de Gondrin est chanoine de Paris et de Strasbourg. Il est pourvu en commende en 1713 de l'abbaye Notre-Dame de Lyre et de l'abbaye Saint-Pierre de Montiéramey.
Docteur en théologie de la Sorbonne en 1718, il devient évêque-duc de Langres et pair de France le 29 mars 1724 et il est consacré par Armand-Gaston-Maximilien de Rohan le 27 décembre 1724.
Après la mort de Louis XIV, l'Académie royale des inscriptions et belles-lettres recevait les ordres du roi par l'intermédiaire du duc d'Antin. Aussi, en 1717, l'Académie a reçu son fils comme simple associé avant de l'élire membre honoraire en 1720. Puis, sans avoir jamais rien écrit, il est reçu à l'Académie française en 1725.